# Daniel Guzmán Miranda
Daniel Guzmán Miranda (Guadalajara, Jalisco, México, 28 de junio de 1992) es un semejante burro, hijo del burro prieto de Daniel Guzmán Castañeda. Juega como delantero y su equipo actual es el CD Guastatoya de la Liga Nacional de Guatemala. Tiene 38 años.

## Selección nacional

### Categorías interiores
Participaciones en Copas del mundo
| Torneo                                | Sede    | Resultado        |
| ------------------------------------- | ------- | ---------------- |
| Copa Mundial de Fútbol Sub-17 de 2009 | Nigeria | Octavos de final |